# Room (film, 2015)
Pour les articles homonymes, voir Room.
Pour plus de détails, voir Fiche technique et Distribution.
Room (ou Room : Le Monde de Jack au Québec) est un film dramatique canado-irlando-britanno-américain réalisé par Lenny Abrahamson et sorti en 2015.
Les deux acteurs principaux sont Brie Larson, qui joue la mère du petit garçon de 5 ans, Jack, joué par Jacob Tremblay.
Il s'agit de l'adaptation du roman du même nom (en), d'Emma Donoghue, publié le 6 août 2010, sur un scénario qu'elle a écrit elle-même, inspiré de l'affaire Fritzl et de l’histoire de Natascha Kampusch.

## Synopsis
Joy (surnommée Ma) et son fils, Jack, vivent enfermés à Akron, dans l'Ohio, dans la « Room », le seul « monde réel » que l'enfant ait jamais connu. Ils y partagent un lit, des toilettes, une baignoire, une armoire, la télévision et une cuisine rudimentaire. Dans cette pièce à la porte verrouillée en permanence, avec un velux comme seule fenêtre, Ma, du mieux qu'elle le peut, assure l'éducation et la sécurité de son fils, qui sont ses priorités. Ils sont approvisionnés régulièrement par "Vilain Nick", qui visite la chambre quand il le veut tandis que Jack se cache dans l'armoire. Il est persuadé que "Room" est le monde, et que ce qui se passe dans la télé n'est pas la réalité. Alors que Jack vient de fêter ses 5 ans, Ma décide de lui expliquer qu'il existe un monde à l'extérieur de ces murs et comment elle est arrivée dans la pièce...

## Fiche technique
- Titre français et original : Room
- Titre québécois : Room : Le Monde de Jack[3],[4]
- Réalisation : Lenny Abrahamson
- Scénario : Emma Donoghue d'après son roman Room (en)
- Décors : Mary Kirkland
- Directeur artistique : Michelle Lannon
- Costumes : Lea Carlson
- Photographie : Danny Cohen
- Montage : Nathan Nugent (en)
- Musique : Stephen Rennicks
- Production : David Gross et Ed Guiney
- Sociétés de production : Element Pictures, Film4 et No Trace Camping
- Sociétés de distribution : A24 Films
- Pays de production :  Canada,  Irlande,  Royaume-Uni et  États-Unis
- Langue originale : anglais
- Format : couleurs — 2,35:1 — son Dolby Digital — 35 mm
- Genre : Drame
- Durée : 118 minutes
- Budget : 6 millions de dollars
- Dates de sortie :
  - États-Unis : 4 septembre 2015 (festival du film de Telluride 2015) ; 16 octobre 2015 (sortie nationale)
  - France : 9 mars 2016

## Distribution
- Brie Larson (VF : Marie Tirmont ; VQ : Ariane-Li Simard-Côté) : Joy « Ma » Newsome
- Jacob Tremblay (VF : Aloïs Agaësse-Mahieu ; VQ : Matis Ross) : Jack Newsome
- Joan Allen (VF : Véronique Augereau ; VQ : Claudine Chatel) : Nancy Newsome
- William H. Macy (VF : Pascal Casanova ; VQ : Hubert Gagnon) : Robert Newsome
- Sean Bridgers (VF : Loïc Houdré ; VQ : Tristan Harvey) : Vilain Nick
- Tom McCamus (VF : Patrick Béthune ; VQ : Daniel Picard) : Leo
- Amanda Brugel (VF : Aurore Bonjour ; VQ : Sonia Gadbois) : l'officier de police Parker
- Wendy Crewson (VF : Juliette Degenne ; VQ : Élise Bertrand) : la journaliste
- Joe Pingue : l'officier de police Grabowski
- Megan Park : Laura
- Cas Anvar (VF : Jérôme Pauwels ; VQ : Benoît Éthier) : Dr Mittal

## Distinctions

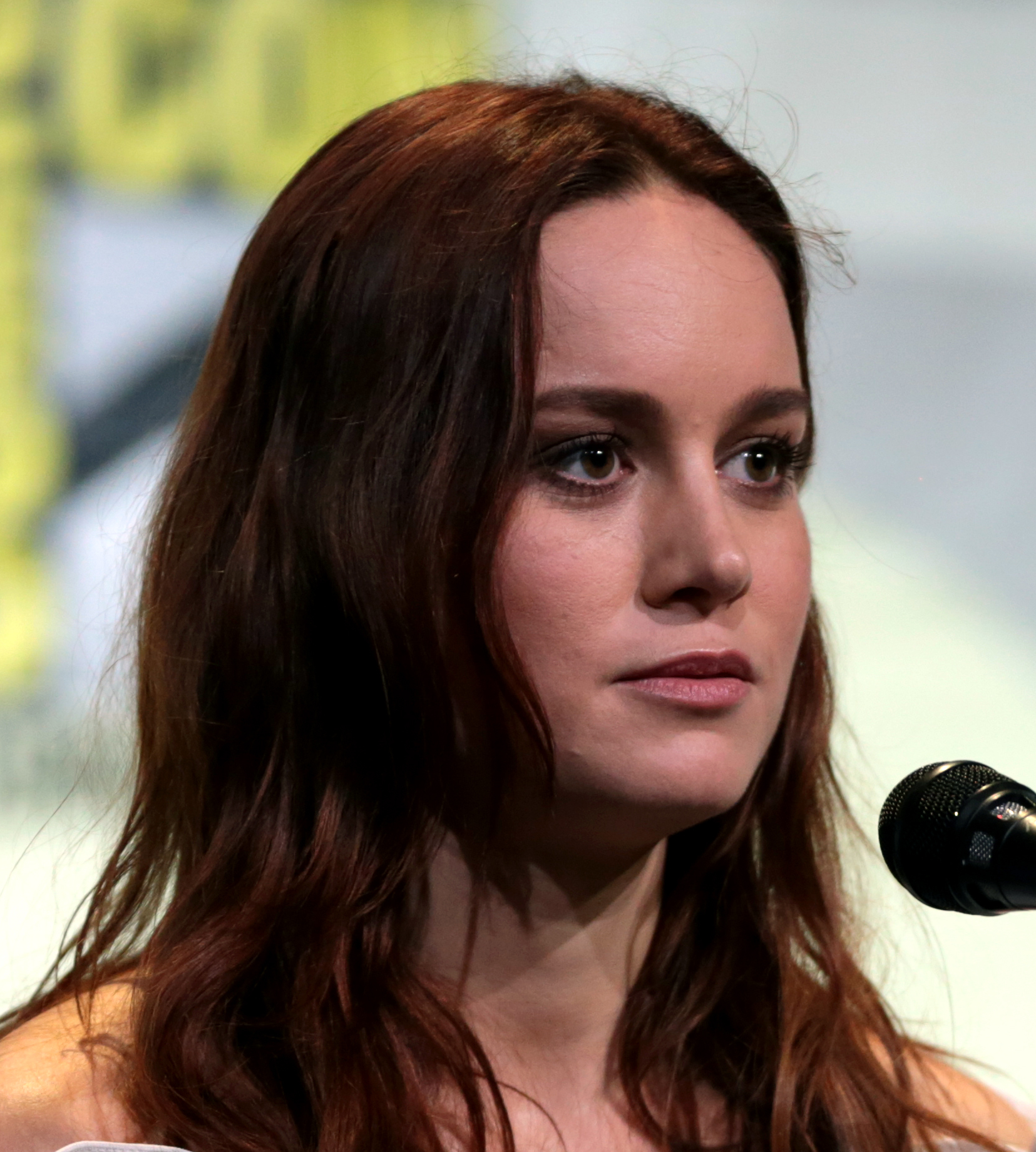
L'actrice principale Brie Larson, oscarisée pour sa performance.

### Récompenses
- Oscars du cinéma 2016 : Oscar de la meilleure actrice pour Brie Larson
- Festival international du film de Toronto 2015 : People's Choice Award
- Festival international du film de Vancouver 2015 : VIFF Award du meilleur film canadien
- British Independent Film Awards 2015 : meilleur film indépendant international
- Festival international du film des Hamptons 2015 : meilleur film
- National Board of Review Awards 2015 :
  - Meilleure actrice pour Brie Larson
  - Meilleur espoir pour Jacob Tremblay
- Golden Globes 2016 : meilleure actrice dans un film dramatique pour Brie Larson
- SAG Awards 2016 : Meilleure actrice pour Brie Larson
- British Academy Film Awards 2016 : Meilleure actrice pour Brie Larson
- Saturn Awards 2016 : Meilleur film indépendant

### Nominations
- Oscars du cinéma 2016 :
  - Oscar du meilleur film pour le producteur Ed Guiney
  - Oscar du meilleur réalisateur pour Lenny Abrahamson
  - Oscar du meilleur scénario adapté pour Emma Donoghue
- Golden Globes 2016 :
  - Meilleur film dramatique
  - Meilleur scénario pour Emma Donoghue
- SAG Awards 2016 : Meilleur acteur dans un second rôle pour Jacob Tremblay

## Autour du film
- Avant que Brie Larson ne soit officiellement choisie, Emma Watson, Shailene Woodley, Mia Wasikowska ou encore Rooney Mara étaient sollicitées pour le rôle de Ma.
- Lorsque Ma retourne chez sa mère, on peut apercevoir dans sa chambre un poster du groupe Phantom Planet. Alex Greenwald (en), le leader du groupe, a justement partagé sa vie quelques années avec Brie Larson.